# الکساندر رینیو
الکساندر رینیو (انگلیسی: Alexandre Rignault؛ ۱۴ فوریه ۱۹۰۱ – ۲ آوریل ۱۹۸۵) بازیگر اهل فرانسه بود.
از فیلم‌ها یا برنامه‌های تلویزیونی که وی در آن نقش داشته‌است می‌توان به ولپن، آخرین مترو، چشمان بدون صورت، دن کامیلو: عالیجناب، بوته چینی، سرخ و سیاه، عموی آمریکایی ام، زن هرزه، بلوار، راسپوتین، و شماره دو اشاره کرد.